# Raków Częstochowa
Raków Częstochowa este un club de fotbal din Częstochowa, Polonia. Echipa susține meciurile de acasă pe Miejski Stadion Piłkarski "Raków", cu o capacitate de 5.500 de locuri.

## Palmares
- Ekstraklasa (1) 2022-2023

## Parcurs în competițile europene
| Sezon     | Turneu                        | Runda                 | Adversasră                   | Acasa | Deplasare | Rezultat tur-retur |
| --------- | ----------------------------- | --------------------- | ---------------------------- | ----- | --------- | ------------------ |
| 2021–2022 | UEFA Europa Conference League | Turul doi preliminar  | Lituania Sūduva              | 0–0   | 0–0       | 0–0 (4:3 d.p.)     |
| 2021–2022 | UEFA Europa Conference League | Turul trei preliminar | Rusia Rubin Kazán            | 0–0   | 1–0       | 1–0 (d.p.)         |
| 2021–2022 | UEFA Europa Conference League | Play-off              | Belgia Gent                  | 1–0   | 0–3       | 1–3                |
| 2022–2023 | UEFA Europa Conference League | Turul doi preliminar  | Kazahstan Astana             | 5–0   | 1–0       | 6–0                |
| 2022–2023 | UEFA Europa Conference League | Turul trei preliminar | Slovacia Spartak Trnava      | 1–0   | 2–0       | 3–0                |
| 2022–2023 | UEFA Europa Conference League | Play-off              | Cehia Slavia Praga           | 2–1   | 0–2       | 2–3 (d.p.)         |
| 2023–2024 | Liga Campionilor              | Primul tur preliminar | Estonia Flora Tallinn        | 1–0   | 3–0       | 4–0                |
| 2023–2024 | Liga Campionilor              | Turul doi preliminar  | Azerbaidjan Qarabağ          | 3–2   | 1–1       | 4–3                |
| 2023–2024 | Liga Campionilor              | Turul trei preliminar | Cipru Aris Limassol          | 2–1   | 1–0       | 3–1                |
| 2023–2024 | Liga Campionilor              | Play-off              | Danemarca Copenhaga          | 0–1   | 1–1       | 1–2                |
| 2023–2024 | UEFA Europa League            | Faza grupelor         | Italia Atalanta              | 2-0   |           |                    |
| 2023–2024 | UEFA Europa League            | Faza grupelor         | Portugalia Sporting Lisabona | 1-1   | 1-2       | 2-3                |
| 2023–2024 | UEFA Europa League            | Faza grupelor         | Austria Sturm Graz           | 0-1   | 1-0       | 1-1                |